# St. Markus (Küstersgreuth)

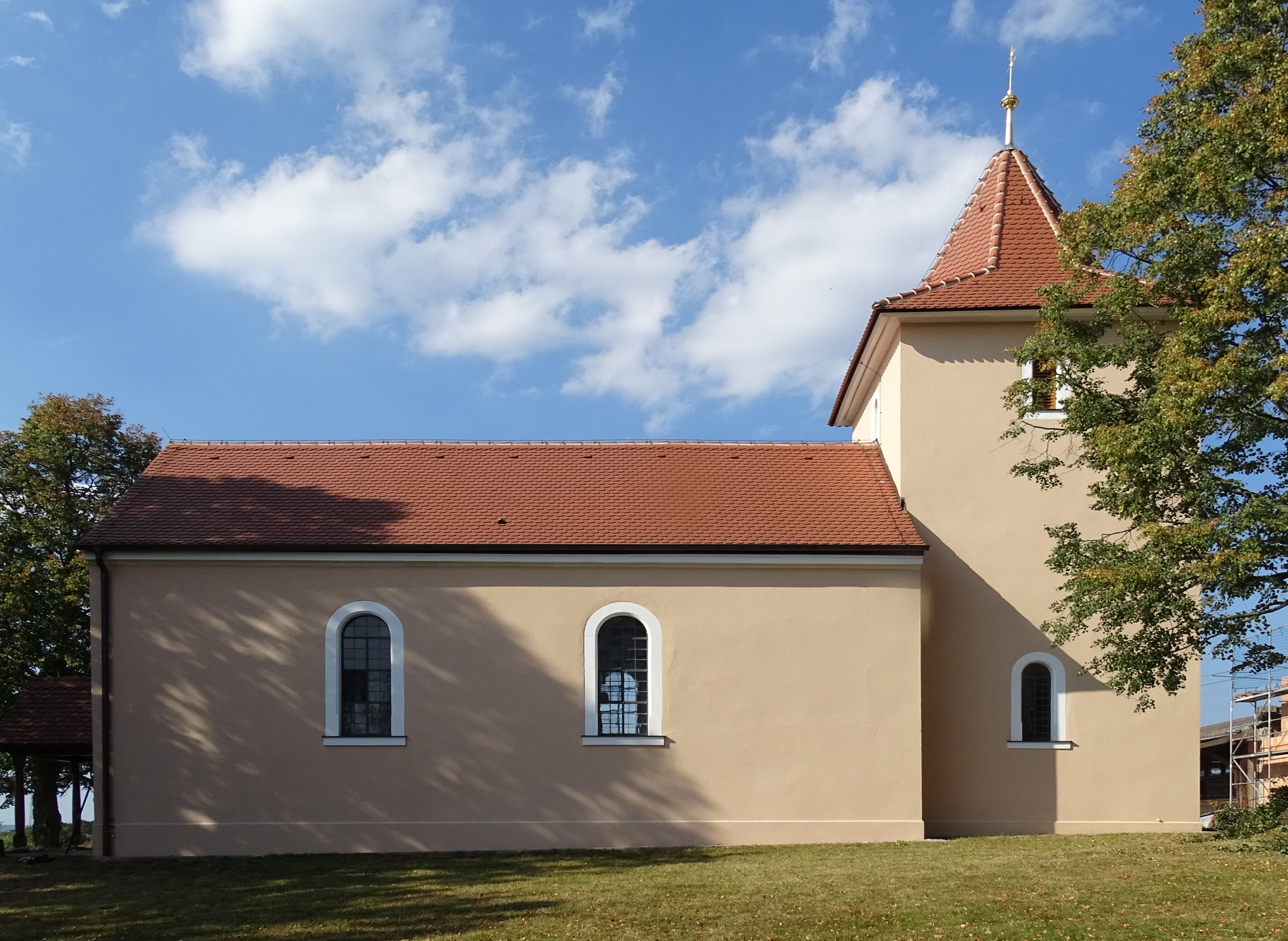
St. Markus (Küstersgreuth)

Die römisch-katholische Wallfahrtskirche St. Markus steht in Küstersgreuth, einem Gemeindeteil des Marktes Burgebrach im oberfränkischen Landkreis Bamberg in Bayern. Das denkmalgeschützte Bauwerk hat einen Chorturm aus dem 15. Jahrhundert. Die Kirche gehört Pfarrei St. Vitus (Burgebrach) im Seelsorgebereich Steigerwald im Dekanat Bamberg des Erzbistums Bamberg.

## Beschreibung
Der Chorturm der Saalkirche stammt aus dem 15. Jahrhundert. Er ist mit einem achtseitigen Knickhelm bedeckt. An ihn wurde 1700 das mit einem Satteldach bedeckte barocke Langhaus nach Westen angebaut. Der Innenraum des Chors, d. h. das Erdgeschoss des Chorturms, ist mit einem Kreuzrippengewölbe überspannt, der des Langhauses mit einer Flachdecke. Zur Kirchenausstattung gehört ein in der Mitte des 17. Jahrhunderts gebauter Hochaltar mit einer spätgotischen Statue des Heiligen Markus aus dem Jahr 1522 in der Mitte, flankiert vom Heiligen Heinrich und von der Heiligen Kunigunde.